# Liste der Nummer-eins-Hits in Bulgarien (2020)
Diese Liste der Nummer-eins-Hits basiert auf den offiziellen Chartlisten (Българският топ 10 / Световният топ 10) von Prophon, der bulgarischen Musikverwertungsgesellschaft, im Jahr 2020.

## Singles
| ← 2019 ← | Liste der Nummer-eins-Hits in Bulgarien (Световният топ 10 (internationale Top 10)) | Liste der Nummer-eins-Hits in Bulgarien (Световният топ 10 (internationale Top 10)) | Liste der Nummer-eins-Hits in Bulgarien (Световният топ 10 (internationale Top 10)) | 2021 →                    |
| \| Zeitraum \| Wo. ges. \| Interpret \| Titel Autor(en) \| Zusätzliche Informationen \| \| (Zeitraum, Wochen auf Platz eins, Interpret, Titel, Autor[en], zusätzliche Informationen) \| \| \| \| \| \| ----------------------------------------------------------------------------------------- \| -------- \| --------------------------- \| ----------------------------------------------------------------------------------------------------------------------------------------------------------------------------------------- \| ------------------------- \| \| 8. November 2019 – 23. Januar 2020 11 Wochen (insgesamt 12) \| 12 \| Tones and I \| Dance Monkey Toni Watson \| – \| \| 24. Januar 2020 – 6. Februar 2020 2 Wochen \| 2 \| 4 Magic \| Vselena Вселена Ellen Annie Beata Berg Tollbom, Erik Johan Bernholm, Eleonora Antonova Ivanova, Nikol Genadieva Kaneva, Valentina Dicheva Nikova, Eliya Stoilova Todorova \| – \| \| 7. Februar 2020 – 13. Februar 2020 1 Woche \| 1 \| Saint Jhn \| Roses (Imanbek Remix) Steven Gregory Drozd, Michael Lee Ivins, Wayne Michael Coyne, Carlos St. John Phillips, Lee Stashenko \| – \| \| 14. Februar 2020 – 19. März 2020 5 Wochen (insgesamt 11) \| 11 \| The Weeknd \| Blinding Lights Ahmad Balshe, Oscar Thomas Holter, Martin Karl Sandberg, Jason Matthew Quenneville, Abel Tesfaye \| – \| \| 20. März 2020 – 2. April 2020 2 Wochen \| 2 \| Emil Dimitrov Емил Димитров \| Ako, si dal … Ако си дал Musik: Emil Dimitrov; Text: Ilya Velchev \| – \| \| 3. April 2020 – 8. April 2020 1 Woche (insgesamt 11) \| 11 \| The Weeknd \| Blinding Lights Ahmad Balshe, Oscar Thomas Holter, Martin Karl Sandberg, Jason Matthew Quenneville, Abel Tesfaye \| – \| \| 9. April 2020 – 23. April 2020 2 Wochen (insgesamt 3) \| 3 \| Dua Lipa \| Physical Dua Lipa, Clarence Bernard Coffee, Jason Gregory Evigan, Sarah Theresa Hudson \| – \| \| 24. April 2020 – 21. Mai 2020 4 Wochen (insgesamt 11) \| 11 \| The Weeknd \| Blinding Lights Ahmad Balshe, Oscar Thomas Holter, Martin Karl Sandberg, Jason Matthew Quenneville, Abel Tesfaye \| – \| \| 22. Mai 2020 – 28. Mai 2020 1 Woche (insgesamt 3) \| 3 \| Dua Lipa \| Physical Dua Lipa, Clarence Bernard Coffee, Jason Gregory Evigan, Sarah Theresa Hudson \| – \| \| 29. Mai 2020 – 4. Juni 2020 1 Woche (insgesamt 11) \| 11 \| The Weeknd \| Blinding Lights Ahmad Balshe, Oscar Thomas Holter, Martin Karl Sandberg, Jason Matthew Quenneville, Abel Tesfaye \| – \| \| 5. Juni 2020 – 11. Juni 2020 1 Woche (insgesamt 8) \| 8 \| Topic feat. A7S \| Breaking Me Molly Irvine, René Müller, Tobias Topic, Alexander Michael Tidebrink Stomberg \| – \| \| 12. Juni 2020 – 9. Juli 2020 4 Wochen \| 4 \| Dua Lipa \| Break My Heart Dua Lipa, Andrew Charles Farris, Michael Kelland Hutchence, Jordan Kendall Johnson, Stefan Adam Johnson, Alexandra Leah Tamposi, Andrew Wotman \| – \| \| 10. Juli 2020 – 30. Juli 2020 3 Wochen (insgesamt 8) \| 8 \| Topic feat. A7S \| Breaking Me Molly Irvine, René Müller, Tobias Topic, Alexander Michael Tidebrink Stomberg \| – \| \| 31. Juli 2020 – 13. August 2020 2 Wochen \| 2 \| Regard & Raye \| Secrets John Graham Hill, Stephen Michael Feigenbaum, Rachel Agatha Keen, Kennedi Kathryn Rae Lykken, Jordan Asher Cruz, Dardan Aliu \| – \| \| 14. August 2020 – 3. September 2020 3 Wochen (insgesamt 7) \| 7 \| Topic feat. A7S \| Breaking Me Molly Irvine, René Müller, Tobias Topic, Alexander Michael Tidebrink Stomberg \| – \| \| 4. September 2020 – 22. Oktober 2020 7 Wochen \| 7 \| Miley Cyrus \| Midnight Sky Andrew Wotman, Louis Russell Bell, Jonathan David Bellion, Miley Ray Cyrus, Ilsey Anna Juber, Alexandra Leah Tamposi \| – \| \| 23. Oktober 2020 – 29. Oktober 2020 1 Woche (insgesamt 3) \| 3 \| Dua Lipa \| Levitating Clarence Bernard Coffee, Sarah Theresa Hudson, Stephen Noel Kozmeniuk, Dua Lipa \| – \| \| 30. Oktober 2020 – 12. November 2020 2 Wochen \| 2 \| Jennifer Lopez & Maluma \| Pa’ ti Nathaniel J. Campany, Edgar Barrera, Janee Bennett, Jonathan David Leone, Juan Luis Londoño Arias, Jennifer Lynn Lopez, Andrea Elena Mangiamarchi \| – \| \| 13. November 2020 – 26. November 2020 2 Wochen (insgesamt 3) \| 3 \| Dua Lipa \| Levitating Clarence Bernard Coffee, Sarah Theresa Hudson, Stephen Noel Kozmeniuk, Dua Lipa \| – \| \| 27. November 2020 – 14. Januar 2021 7 Wochen \| 7 \| Miley Cyrus feat. Dua Lipa \| Prisoner Jonathan David Bellion, Jordan Kendall Johnson, Marcus Durand Lomax, Miley Ray Cyrus, Michael Ross Pollack, Andrew Wotman, Stefan Adam Johnson, Dua Lipa, Alexandra Leah Tamposi \| – \| |                                                                                     |                                                                                     | |                           |
| ← 2019 |                                                                                     |                                                                                     | | → 2021 →                  |
| Zeitraum | Wo. ges.                                                                            | Interpret                                                                           | Titel Autor(en) | Zusätzliche Informationen |
| (Zeitraum, Wochen auf Platz eins, Interpret, Titel, Autor[en], zusätzliche Informationen) |                                                                                     |                                                                                     | |                           |
| 8. November 2019 – 23. Januar 2020 11 Wochen (insgesamt 12) | 12                                                                                  | Tones and I                                                                         | Dance Monkey Toni Watson | –                         |
| 24. Januar 2020 – 6. Februar 2020 2 Wochen | 2                                                                                   | 4 Magic                                                                             | Vselena Вселена Ellen Annie Beata Berg Tollbom, Erik Johan Bernholm, Eleonora Antonova Ivanova, Nikol Genadieva Kaneva, Valentina Dicheva Nikova, Eliya Stoilova Todorova                 | –                         |
| 7. Februar 2020 – 13. Februar 2020 1 Woche | 1                                                                                   | Saint Jhn                                                                           | Roses (Imanbek Remix) Steven Gregory Drozd, Michael Lee Ivins, Wayne Michael Coyne, Carlos St. John Phillips, Lee Stashenko                                                               | –                         |
| 14. Februar 2020 – 19. März 2020 5 Wochen (insgesamt 11) | 11                                                                                  | The Weeknd                                                                          | Blinding Lights Ahmad Balshe, Oscar Thomas Holter, Martin Karl Sandberg, Jason Matthew Quenneville, Abel Tesfaye                                                                          | –                         |
| 20. März 2020 – 2. April 2020 2 Wochen | 2                                                                                   | Emil Dimitrov Емил Димитров                                                         | Ako, si dal … Ако си дал Musik: Emil Dimitrov; Text: Ilya Velchev | –                         |
| 3. April 2020 – 8. April 2020 1 Woche (insgesamt 11) | 11                                                                                  | The Weeknd                                                                          | Blinding Lights Ahmad Balshe, Oscar Thomas Holter, Martin Karl Sandberg, Jason Matthew Quenneville, Abel Tesfaye                                                                          | –                         |
| 9. April 2020 – 23. April 2020 2 Wochen (insgesamt 3) | 3                                                                                   | Dua Lipa                                                                            | Physical Dua Lipa, Clarence Bernard Coffee, Jason Gregory Evigan, Sarah Theresa Hudson | –                         |
| 24. April 2020 – 21. Mai 2020 4 Wochen (insgesamt 11) | 11                                                                                  | The Weeknd                                                                          | Blinding Lights Ahmad Balshe, Oscar Thomas Holter, Martin Karl Sandberg, Jason Matthew Quenneville, Abel Tesfaye                                                                          | –                         |
| 22. Mai 2020 – 28. Mai 2020 1 Woche (insgesamt 3) | 3                                                                                   | Dua Lipa                                                                            | Physical Dua Lipa, Clarence Bernard Coffee, Jason Gregory Evigan, Sarah Theresa Hudson | –                         |
| 29. Mai 2020 – 4. Juni 2020 1 Woche (insgesamt 11) | 11                                                                                  | The Weeknd                                                                          | Blinding Lights Ahmad Balshe, Oscar Thomas Holter, Martin Karl Sandberg, Jason Matthew Quenneville, Abel Tesfaye                                                                          | –                         |
| 5. Juni 2020 – 11. Juni 2020 1 Woche (insgesamt 8) | 8                                                                                   | Topic feat. A7S                                                                     | Breaking Me Molly Irvine, René Müller, Tobias Topic, Alexander Michael Tidebrink Stomberg                                                                                                 | –                         |
| 12. Juni 2020 – 9. Juli 2020 4 Wochen | 4                                                                                   | Dua Lipa                                                                            | Break My Heart Dua Lipa, Andrew Charles Farris, Michael Kelland Hutchence, Jordan Kendall Johnson, Stefan Adam Johnson, Alexandra Leah Tamposi, Andrew Wotman                             | –                         |
| 10. Juli 2020 – 30. Juli 2020 3 Wochen (insgesamt 8) | 8                                                                                   | Topic feat. A7S                                                                     | Breaking Me Molly Irvine, René Müller, Tobias Topic, Alexander Michael Tidebrink Stomberg                                                                                                 | –                         |
| 31. Juli 2020 – 13. August 2020 2 Wochen | 2                                                                                   | Regard & Raye                                                                       | Secrets John Graham Hill, Stephen Michael Feigenbaum, Rachel Agatha Keen, Kennedi Kathryn Rae Lykken, Jordan Asher Cruz, Dardan Aliu                                                      | –                         |
| 14. August 2020 – 3. September 2020 3 Wochen (insgesamt 7) | 7                                                                                   | Topic feat. A7S                                                                     | Breaking Me Molly Irvine, René Müller, Tobias Topic, Alexander Michael Tidebrink Stomberg                                                                                                 | –                         |
| 4. September 2020 – 22. Oktober 2020 7 Wochen | 7                                                                                   | Miley Cyrus                                                                         | Midnight Sky Andrew Wotman, Louis Russell Bell, Jonathan David Bellion, Miley Ray Cyrus, Ilsey Anna Juber, Alexandra Leah Tamposi                                                         | –                         |
| 23. Oktober 2020 – 29. Oktober 2020 1 Woche (insgesamt 3) | 3                                                                                   | Dua Lipa                                                                            | Levitating Clarence Bernard Coffee, Sarah Theresa Hudson, Stephen Noel Kozmeniuk, Dua Lipa                                                                                                | –                         |
| 30. Oktober 2020 – 12. November 2020 2 Wochen | 2                                                                                   | Jennifer Lopez & Maluma                                                             | Pa’ ti Nathaniel J. Campany, Edgar Barrera, Janee Bennett, Jonathan David Leone, Juan Luis Londoño Arias, Jennifer Lynn Lopez, Andrea Elena Mangiamarchi                                  | –                         |
| 13. November 2020 – 26. November 2020 2 Wochen (insgesamt 3) | 3                                                                                   | Dua Lipa                                                                            | Levitating Clarence Bernard Coffee, Sarah Theresa Hudson, Stephen Noel Kozmeniuk, Dua Lipa                                                                                                | –                         |
| 27. November 2020 – 14. Januar 2021 7 Wochen | 7                                                                                   | Miley Cyrus feat. Dua Lipa                                                          | Prisoner Jonathan David Bellion, Jordan Kendall Johnson, Marcus Durand Lomax, Miley Ray Cyrus, Michael Ross Pollack, Andrew Wotman, Stefan Adam Johnson, Dua Lipa, Alexandra Leah Tamposi | –                         |

| ← 2019 ← | Liste der Nummer-eins-Hits in Bulgarien (national) | Liste der Nummer-eins-Hits in Bulgarien (national)      | Liste der Nummer-eins-Hits in Bulgarien (national) | 2021 →                    |
| \| Zeitraum \| Wo. ges. \| Interpret \| Titel Autor(en) \| Zusätzliche Informationen \| \| (Zeitraum, Wochen auf Platz eins, Interpret, Titel, Autor[en], zusätzliche Informationen) \| \| \| \| \| \| ----------------------------------------------------------------------------------------- \| -------- \| ------------------------------------------------------- \| ------------------------------------------------------------------------------------------------------------------------------------------------------------------------- \| ------------------------- \| \| 15. November 2019 – 12. März 2020 17 Wochen \| 17 \| 4 Magic \| Vselena Вселена Ellen Annie Beata Berg Tollbom, Erik Johan Bernholm, Eleonora Antonova Ivanova, Nikol Genadieva Kaneva, Valentina Dicheva Nikova, Eliya Stoilova Todorova \| – \| \| 13. März 2020 – 19. März 2020 1 Woche \| 1 \| Billy Hlapeto x D3mo \| Beli noshti Бели нощи Billy Hlapeto, Mitko Dimitrov \| – \| \| 20. März 2020 – 2. April 2020 2 Wochen \| 2 \| Emil Dimitrov Емил Димитров \| Ako, si dal … Ако си дал Musik: Emil Dimitrov; Text: Ilya Velchev \| – \| \| 3. April 2020 – 18. Juni 2020 11 Wochen \| 11 \| Eva Parmakova x Hakan Akkuş Ева Пармакова x Hakan Akkuş \| Runnin’ Hakan Akkuş, Ivo Plamenov Dobrev, Eva Lyubomirova Parmakova \| – \| \| 19. Juni 2020 – 30. Juli 2020 6 Wochen (insgesamt 9) \| 9 \| Billy Hlapeto x D3mo \| Nalivai mi Наливай ми Billy Hlapeto, Mitko Dimitrov \| – \| \| 31. Juli 2020 – 10. September 2020 6 Wochen \| 6 \| Dara \| Ai ai Ай Ай Darina Nikolaeva Yotova, Cristian Nicolae Tarcea, Ventsislav Ventsislavov Chanov \| – \| \| 11. September 2020 – 17. September 2020 1 Woche \| 1 \| Poli Genova \| How We End Up Musik: Boban Apostolov; Text: Romy Jalise Eilers \| – \| \| 18. September 2020 – 15. Oktober 2020 4 Wochen (insgesamt 9) \| 9 \| Billy Hlapeto x D3mo \| Nalivai mi Наливай ми Billy Hlapeto, Mitko Dimitrov \| – \| \| 16. Oktober 2020 – 12. November 2020 4 Wochen \| 4 \| Mihaela Marinova Михаела Маринова \| Stapka napred Стъпка Напред Olof Maarten Lindskog, Holly Eliza Martin, Mihaela Fileva, Pavel Venelinov Nikolov \| – \| \| 13. November 2020 – 3. Dezember 2020 3 Wochen \| 3 \| Alma \| My Mama Told Me Alma Dowdall, Pavel Venelinov Nikolov \| – \| \| 4. Dezember 2020 – 8. April 2021 18 Wochen \| 18 \| Poli Genova \| Last Night Boban Apostolov, Romy Maria Eilers \| – \| |                                                    |                                                         | |                           |
| ← 2019 |                                                    |                                                         | | → 2021 →                  |
| Zeitraum | Wo. ges.                                           | Interpret                                               | Titel Autor(en) | Zusätzliche Informationen |
| (Zeitraum, Wochen auf Platz eins, Interpret, Titel, Autor[en], zusätzliche Informationen) |                                                    |                                                         | |                           |
| 15. November 2019 – 12. März 2020 17 Wochen | 17                                                 | 4 Magic                                                 | Vselena Вселена Ellen Annie Beata Berg Tollbom, Erik Johan Bernholm, Eleonora Antonova Ivanova, Nikol Genadieva Kaneva, Valentina Dicheva Nikova, Eliya Stoilova Todorova | –                         |
| 13. März 2020 – 19. März 2020 1 Woche | 1                                                  | Billy Hlapeto x D3mo                                    | Beli noshti Бели нощи Billy Hlapeto, Mitko Dimitrov | –                         |
| 20. März 2020 – 2. April 2020 2 Wochen | 2                                                  | Emil Dimitrov Емил Димитров                             | Ako, si dal … Ако си дал Musik: Emil Dimitrov; Text: Ilya Velchev | –                         |
| 3. April 2020 – 18. Juni 2020 11 Wochen | 11                                                 | Eva Parmakova x Hakan Akkuş Ева Пармакова x Hakan Akkuş | Runnin’ Hakan Akkuş, Ivo Plamenov Dobrev, Eva Lyubomirova Parmakova | –                         |
| 19. Juni 2020 – 30. Juli 2020 6 Wochen (insgesamt 9) | 9                                                  | Billy Hlapeto x D3mo                                    | Nalivai mi Наливай ми Billy Hlapeto, Mitko Dimitrov | –                         |
| 31. Juli 2020 – 10. September 2020 6 Wochen | 6                                                  | Dara                                                    | Ai ai Ай Ай Darina Nikolaeva Yotova, Cristian Nicolae Tarcea, Ventsislav Ventsislavov Chanov                                                                              | –                         |
| 11. September 2020 – 17. September 2020 1 Woche | 1                                                  | Poli Genova                                             | How We End Up Musik: Boban Apostolov; Text: Romy Jalise Eilers | –                         |
| 18. September 2020 – 15. Oktober 2020 4 Wochen (insgesamt 9) | 9                                                  | Billy Hlapeto x D3mo                                    | Nalivai mi Наливай ми Billy Hlapeto, Mitko Dimitrov | –                         |
| 16. Oktober 2020 – 12. November 2020 4 Wochen | 4                                                  | Mihaela Marinova Михаела Маринова                       | Stapka napred Стъпка Напред Olof Maarten Lindskog, Holly Eliza Martin, Mihaela Fileva, Pavel Venelinov Nikolov                                                            | –                         |
| 13. November 2020 – 3. Dezember 2020 3 Wochen | 3                                                  | Alma                                                    | My Mama Told Me Alma Dowdall, Pavel Venelinov Nikolov | –                         |
| 4. Dezember 2020 – 8. April 2021 18 Wochen | 18                                                 | Poli Genova                                             | Last Night Boban Apostolov, Romy Maria Eilers | –                         |